# 正当
| ウィキペディアには「正当」という見出しの百科事典記事はありません（タイトルに「正当」を含むページの一覧/「正当」で始まるページの一覧）。 代わりにウィクショナリーのページ「正当」が役に立つかもしれません。 |